# Vila-roia
Vila-roia (en xurro, Villarroya; en castellà i oficialment, Villarroya de los Pinares) és un municipi de la província de Terol, es troba a la comarca del Maestrat aragonès.

## Situació
Està situat en la comarca aragonesa del Maestrat, en la part septentrional de la serra de Gúdar, a la riba del riu Guadalope, a 1.337 metres d'altitud i a una distància de 51 km de la capital provincial, Terol, per la carretera A-226.

## Demografia
Com nombrosos altres municipis de la província de Terol, i la província globalment, Vila-roia té una baixa densitat de població (al voltant de 3 hab/km²). Fa dècades que el municipi experimenta un gradual despoblament del seu territori, en paral·lel a l'envelliment dels seus habitants, com ha passat en nombrosos altres llocs de vocació principalment agrícola i ramadera, situats en les planes i serres de l'interior d'Espanya.
| 1900 | 1910 | 1920 | 1930 | 1940 | 1950 | 1960 | 1970 | 1981 | 1991 | 2001 | 2006 |
| ---- | ---- | ---- | ---- | ---- | ---- | ---- | ---- | ---- | ---- | ---- | ---- |
| 1095 | 942  | 875  | 772  | 641  | 628  | 574  | 400  | 249  | 218  | 197  | 194  |

## Economia
Tradicionalment, ha viscut de l'agricultura i la ramaderia. Recentment, el turisme rural ha esdevingut una raó més per a visitar el municipi. En la rodalia es troben les pistes d'esquí de la Sierra de Gúdar. L'abundant caça i pesca en són atractius addicionals.

## Edificis notables
El poble de Vila-roia fou declarat Conjunto Histórico-Artístico el 1982. A les darreries del segle xvi i principis del xvii es bastiren diversos edificis nobles, coronats amb escuts antics i inscripcions.
- L'església gòtica de la localitat, construïda en 1459 i dedicada a la Mare de Déu de l'Assumpció, té un notable absis poligonal i una galería porticada. Ha experimentat diverses reparacions des de llavors. El cardenal de la Peña, que sempre va acollir el sommi de transformar-la en catedral, jau sepultat en el seu interior.

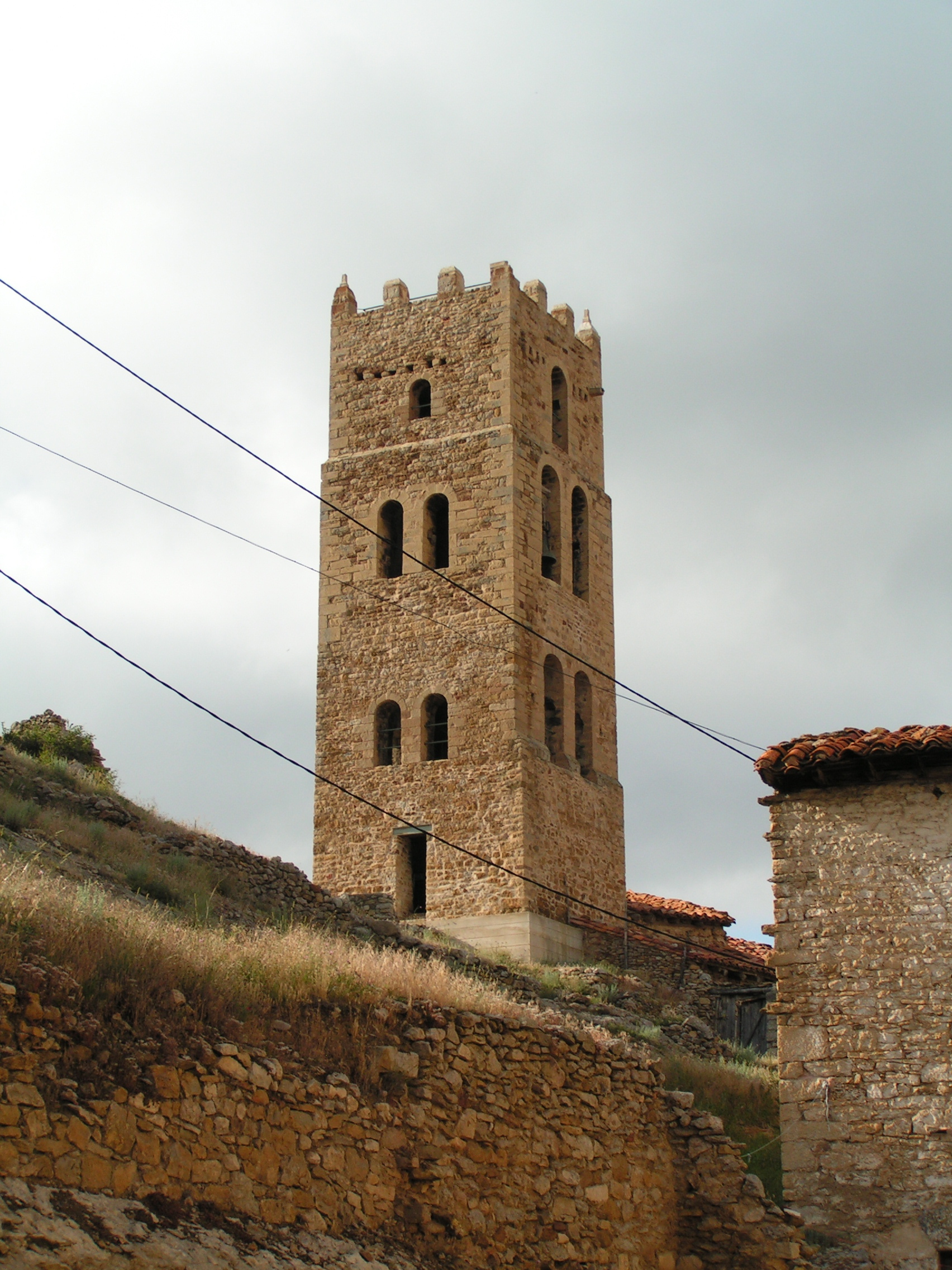
Campanar de Vila-roia

- En un extrem de la localitat es troben els vestigis del castell en runes que va pertànyer a Jaume I d'Aragó.

- L'ermita bastida en honor del patró del lloc, Sant Benó, se situa a la vora de la localitat.

## Festes
Se celebren dues festes patronals, una, el 16 de juny en honor de Sant Benó i l'altra, el 25 de juliol en honor de Sant Jaume.

## Personatges il·lustres
- El Cardenal Francisco de la Peña, fill il·lustre de la vila, va viure a una casa d'interès arquitectònic, dins del nucli urbà de Vila-roia.

- El general Narciso Alegre, general amb Cabrera, també fou veí de Vila-roia.

## Administració municipal i eleccions
L'alcalde de Vila-roia és en Vicente Manuel Carot Gil, del PP. La resta del consell municipal, format pels electes en les comicis municipals de 2007, està integrat per les següents persones:
- Juan Ramón López Ariño (Partido Popular)
- Amadeo Bueso (Partido Popular)
- Juan Ramón Blasco (Partido Popular)
- Arturo Martín (Partido Aragonés)

En les eleccions al Congrés dels Diputats, de març 2004, els resultats en el municipi foren els següents:
- PP: 71 vots (53,8%)
- PSOE: 40 vots (30,3%)
- PAR: 14 vots (10,6%)
- CHA: 4 vots (3,0%)
- IR: 2 vots (1,52%)
- CDS: 1 vot (0,76%)